# Фрідріх II (курфюрст Саксонії)
Фрідріх II Лагідний (нім. Friedrich II. der Sanftmütige, 22 серпня 1412 — 7 вересня 1464 року) — 7-й курфюрст Саксонії в 1428—1464 роках, 30-й маркграф Майсену (як Фрідріх V) в 1428—1464 роках, 17-й ландграф Тюрингії в 1440—1445 роках (як Фрідріх V).

## Життєпис
Походив з династії Веттінів. Старший син Фрідріха I, курфюрста Саксонії, та Катерини Брауншвейг-Люнебурзької. Народився 1412 року в Лейпцизі. 1428 року після смерті батька разом зі своїми братами Сигізмундом, Генріхом і Вільгельмом, успадковував володіння Веттінів. Негайно разом з братами вимушений був захищати свої володіння від вторгнення гуситів.
У 1431 році брав участь в хрестовому поході проти гуситів, що закінчився поразкою при Таусом. У тому ж році пошлюбив сестру імператора Священної Римської імперії Фрідріха III Габсбурга, обранню якого імператором він в значній мірі сприяв. Лише у 1432 році зумів відчути у безпеці після того, як гуситські загони залишили Майсен і Саксонію. Після цього разом з братом Вільгельмом викупив решту Майсенської марки у двоюрідного стрийка Фрідріха IV Миролюбного, ландграфа Тюринзького.
У 1435 році помер брат Генріх, а 1437 року інший брат Сигізмунд обрав церковну кар'єру, внаслідок чого Фрідріх й його брат Вільгельм стали єдиними володарями Саксонії і Майсену. У 1438 році Фрідріх II підтримав збори суспільних станів, що стали основою майбутнього ландтагу Саксонії. Фрідріх II дозволив станам збиратися самостійно для розгляду податкових справ.
1440 року після смерті Фрідріха IV, Фрідріх II і його брат, Вільгельм, отримали в спадок Тюринзьке ландграфство. Того ж року в Альтенбурзі відбувся розподіл, за яким Фрідріх отримав Саксонське курфюрство і Майсенське маркграфство, передавши братові ландграфство Тюрингію й франконські володіння Веттінів, а численні копальні залишилися у спільному керуванні. Втім Вільгельм, вважаючи себе скривдженим під час розподілу спадщини за розподілом, вступив в таємні зносини з архієпископом магдебурзьким. Фрідріх II вирішив діяти на випередження. У 1446 році він вдерся до Тюрингії, почавши так звану Саксонську братську війну. Фрідріх II вступив у союз з Габсбургами, а Вільгельм отримав допомогу від Богемії. Невдовзі війська Фрідріха на чолі із Кунцем фон Кауфунгеном завдала під Герою нищівної поразки богемським найманцям Вільгельма.
Війна завершилася 1451 року, коли Фрідріх II в Наумбурзі уклав з братом мирний договір, який зафіксував статус-кво. В тому ж році відновив карбування монети в Лейпцизі. З 1454 року став карбувати власні золоті монети (золоті гульдени). Невдовзі після цього мало місце так зване «Саксонське викрадення принців». Ображений Фрідріхом II лицар Кунц фон Кауфунген (курфюрст відмовився компенсувати 4 тис. гульденів, які Кунц повинен був сплатити як викуп, коли потрапив у полон до прихильників Вільгельма Тюринзького), разом з іншими шляхтичами, викрав в 1455 році двох синів Фрідріха, Ернста і Альбрехта, але вони незабаром були повернуті.
Водночас дарував місту Віттенберг право карбувати власні монети — геллери. 1456 року наказав в Колдіці спорудити монетний двір, який подарував своїй дружині Маргариті. Та тут стала карбувати власні монети, так званні «маргаритів гріш».
У 1459 році в Егері курфюрст Фредерік II разом з Вільгельм II, ландграфом Тюрингії, з Їржі з Подєбрадом, королем Богемії, уклав договір, за яким було встановлено кордон між Саксонією та Богемією на висоті Рудних гір та середини Ельби, який зберігається до сьогодні. Тому він належить до найстаріших з досі існуючих кордонів Європи.
У 1461 році через економічні причини припинив карбування золотих гульденів на Лейпцизькому монетному дворі. Фрідріх II помер у 1464 році в Лейпцизі. Йому спадкували сини Ернст і Альбрехт.

## Родина
Дружина — Маргарита, донька Ернста Габсбурга, герцога Австрії
Діти:
- Амалія (1436—1501), дружина Людвігом IX Віттельсбаха, герцога Ландсгут-Баварського
- Анна (1437—1512), дружина Альбрехта Ахілла, курфюрста Бранденбургу
- Фрідріх (1439—1451)
- Ернст (1441—1486), курфюрст Саксонії
- Альбрехт (1443—1500), герцог Саксонії
- Маргарита (1444—1491), абатиса в Зейсліц
- Гедвіга (1445—1511), абатиса в Кведлінгбурзі,
- Олександр (1447)